# 亚氯酸钙
亚氯酸钙是钙的亚氯酸盐，化学式 Ca(ClO
2)
2。

## 制备
亚氯酸钙可以由碳酸钙和亚氯酸反应而成，生成的是六水合物。
{\displaystyle \mathrm {CaCO_{3}+2\ HClO_{2}\longrightarrow Ca(ClO_{2})_{2}\cdot 6H_{2}O} }

## 性质
亚氯酸钙是一种白色固体，遇水分解成氢氧化钙和二氧化氯。
{\displaystyle \mathrm {Ca(ClO_{2})_{2}+H_{2}O\longrightarrow Ca(OH)_{2}+2\ ClO_{2}} }
亚氯酸钙是正交晶系的，空间群 Ccce(No. 68)，和亚氯酸锶、亚氯酸铅一样。

## 危险性
亚氯酸钙本身不会燃烧，但会增加接触可燃物质的着火风险，并可显著促进现有火灾。